# Romain De Reusme
Romain De Reusme est un homme politique belge, membre du Parti socialiste (PS). Il est bourgmestre d'Ixelles depuis 2024.

## Biographie
Il est élu échevin de la commune bruxelloise d'Ixelles en 2015,. En 2017, il prend en charge les travaux publics et en 2019, il devient échevin de l’instruction publique. 
En 2021, il obtient le poste d'échevin des Finances, du Personnel, de l’Instruction publique et des Sports. En 2022, il défend la hausse du budget des dépenses communal.
En vue des élections communales du 13 octobre 2024, il est désigné tête de liste par son parti. A l'issue de ces dernières, sa liste arrive en troisième position à Ixelles où il est choisi pour devenir le Bourgmestre, succédant à Christos Doulkeridis, au sein d'une coalition associant PS, MR et Les Engagés,,. Il affirme, dans une interview, comprendre le ressentiment d'Ecolo relégué dans l'opposition mais affirme que c'est la nouvelle dynamique de la commune,. 